# Murad Gaidarov
Murad Gaidarov (n. 13 februarie 1980, Hasaviurt, RSFS Rusă, URSS) este un luptător ce a reprezentat Belarus, medaliat olimpic. A participat la 2 ediții ale Jocurilor Olimpice (2004, 2008) în care a câștigat o medalie de bronz.